# USS Lake Champlain (CV-39)

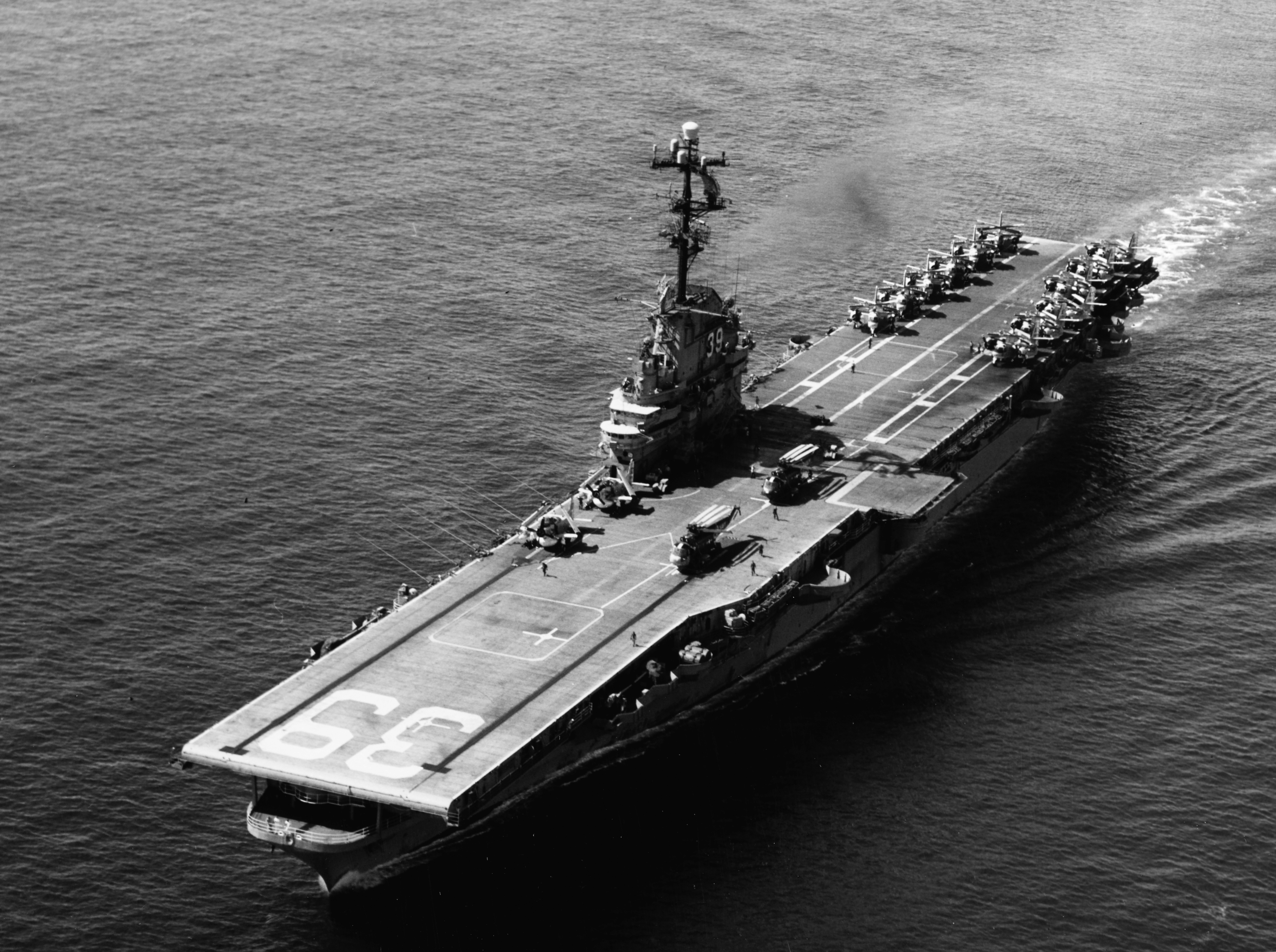
USS Lake Champlain, februari 1965.

USS Lake Champlain (CV/CVA/CVS-39) var ett av 24 hangarfartyg av Essex-klass som byggdes för amerikanska flottan under och kort efter andra världskriget. Fartyget var det andra fartyget i amerikanska flottan med det namnet, döpt efter slaget vid Lake Champlain under 1812 års krig.
Fartyget togs i tjänst i mitten av 1945 och deltog inte i andra världskriget men tjänstgjorde som transportfartyg, vilket tog hem trupper från Europa som en del av Operation Magic Carpet. Liksom många av hennes systerfartyg togs hon ur tjänst strax efter krigsslutet, men moderniserades och togs åter i tjänst i början av 1950-talet och omklassificerades som ett attackhangarfartyg (CVA). Hon deltog i Koreakriget men tillbringade resten av sin karriär i Atlanten, Karibien och Medelhavet. I slutet av 1950-talet omklassificerades hon till ett ubåtsjakthangarfartyg (CVS). Hon fungerade som det primära återhämtningsfartyget för det första bemannade Mercury-rymduppdraget och för det tredje bemannade Gemini-rymduppdraget (Gemini V).
Lake Champlain hade en unik moderniseringshistoria. Hon var det enda fartyget i Essex-klassen att genomgå SCB-27-konvertering, vilket var en ombyggnad av överbyggnaden, flygdäck och andra funktioner, men genomgick inte SCB-125-konvertering, som skulle ha gett henne ett vinklat flygdäck och en så kallad "orkanbog". Därför hade hon skillnaden av att vara det sista operativa amerikanska hangarfartyget med ett axiellt flygdäck.
Lake Champlain utrangerades 1966 och såldes för skrotning 1972.